# Juegos de la Mancomunidad de 1974
Los X Juegos de la Mancomunidad se celebraron en Christchurch (Nueva Zelanda), del 24 de enero al 2 de febrero de 1974, bajo la denominación Christchurch 1974.

Participaron un total de 1.200 deportistas representantes de 38 países miembros de la Mancomunidad de Naciones. El total de competiciones fue de 121 repartidas en 10 deportes.

## Medallero
| Núm. | País                         | Oro | Plata | Bronce | Total |
| ---- | ---------------------------- | --- | ----- | ------ | ----- |
| 1    | Australia                    | 29  | 28    | 25     | 82    |
| 2    | Inglaterra                   | 28  | 31    | 21     | 80    |
| 3    | Canadá                       | 25  | 19    | 18     | 62    |
| 4    | Nueva Zelanda                | 9   | 8     | 18     | 35    |
| 5    | Kenia                        | 7   | 2     | 9      | 18    |
| 6    | India                        | 4   | 8     | 3      | 15    |
| 7    | Escocia                      | 3   | 5     | 11     | 19    |
| 8    | Nigeria                      | 3   | 3     | 4      | 10    |
| 9    | Irlanda del Norte            | 3   | 1     | 2      | 6     |
| 10   | Uganda                       | 2   | 4     | 3      | 9     |
| 11   | Jamaica                      | 2   | 1     | 0      | 3     |
| 12   | Gales                        | 1   | 5     | 4      | 10    |
| 13   | Ghana                        | 1   | 3     | 5      | 9     |
| 14   | Zambia                       | 1   | 1     | 1      | 3     |
| 15   | Malasia                      | 1   | 0     | 3      | 4     |
| 16   | Tanzania                     | 1   | 0     | 1      | 2     |
| 17   | San Vicente y las Granadinas | 1   | 0     | 0      | 0     |
| 18   | Trinidad y Tobago            | 0   | 1     | 1      | 2     |
| 18   | Samoa                        | 0   | 1     | 1      | 2     |
| 20   | Singapur                     | 0   | 0     | 1      | 1     |
| 20   | Suazilandia                  | 0   | 0     | 1      | 1     |
|      | TOTAL                        | 121 | 121   | 132    | 373   |

| Predecesor: Edimburgo 1970 | X Juegos de la Mancomunidad 1974 | Sucesor: Edmonton 1978 |